# Кушнир, Михаил Михайлович
Михаил Михайлович Кушнир (укр. Михайло Михайлович Кушнір; род. 8 октября 1967 года; село Пнев, Надворнянский район, Ивано-Франковская область, Украинская ССР, СССР) — советский, украинский борец вольного стиля, украинский тренер. Призёр чемпионата мира, чемпионатов Европы и СССР, двукратный чемпион Украины.

## Биография
Мастер спорта СССР международного класса (1986, борьба вольная). 
Бронзовый призёр чемпионата мира (1986). Серебряный призёр чемпионата Европы (1989), бронзовый призёр чемпионата Европы (1993). Бронзовый призёр чемпионатов СССР (1986, 1987, 1989, 1990). Чемпион Украины (1992, 1993). Чемпион Европы среди молодёжи (1986). Чемпион СССР среди молодёжи (1986), призёр чемпионата СССР среди молодёжи (1985). Чемпион СССР среди юношей (1985). Выступал за «Динамо» (Львов).

В сборной команде СССР с 1985 по 1992 год, в сборной команде Украины с 1992 по 1995 год.
Окончил Львовский государственный институт физической культуры (1987).
С 2007 года — тренер по вольной борьбе ДЮСШ «Спартак» (Киев). Позднее — тренер-преподаватель по вольной борьбе Киевской областной школы высшего спортивного мастерства.

## Спортивные результаты на чемпионатах СССР
- Чемпионат СССР по вольной борьбе 1986 года —
- Чемпионат СССР по вольной борьбе 1987 года —
- Чемпионат СССР по вольной борьбе 1989 года —
- Чемпионат СССР по вольной борьбе 1990 года —

## Спортивные результаты на чемпионатах Украины
- Чемпионат Украины по вольной борьбе 1992 года —
- Чемпионат Украины по вольной борьбе 1993 года —

## Признание
- В Ивано-Франковске проводится Всеукраинский турнир по вольной борьбе на призы Михаила Кушнира.